# Pristimantis pastazensis
Espèce
Synonymes
- Eleutherodactylus pastazensis Andersson, 1945

Statut de conservation UICN

 EN B1ab(iii) : En danger
Pristimantis pastazensis est une espèce d'amphibiens de la famille des Craugastoridae.

## Répartition
Cette espèce est endémique de la province de Tungurahua en Équateur. Elle se rencontre dans la vallée de río Pastaza entre 1 800 et 1 840 m d'altitude dans la cordillère Orientale.

## Étymologie
Son nom d'espèce, composé de pastaz[a] et du suffixe latin -ensis, « qui vit dans, qui habite », lui a été donné en référence au lieu de sa découverte, la vallée de río Pastaza.

## Publication originale
- Andersson, 1945 : Batrachians from East Ecuador, collected 1937, 1938 by Wm. Clarke-Macintyre and Rolf Blomberg. Arkiv for Zoologi, vol. 37, no 2, p. 1-88.